# Teucrium botrys

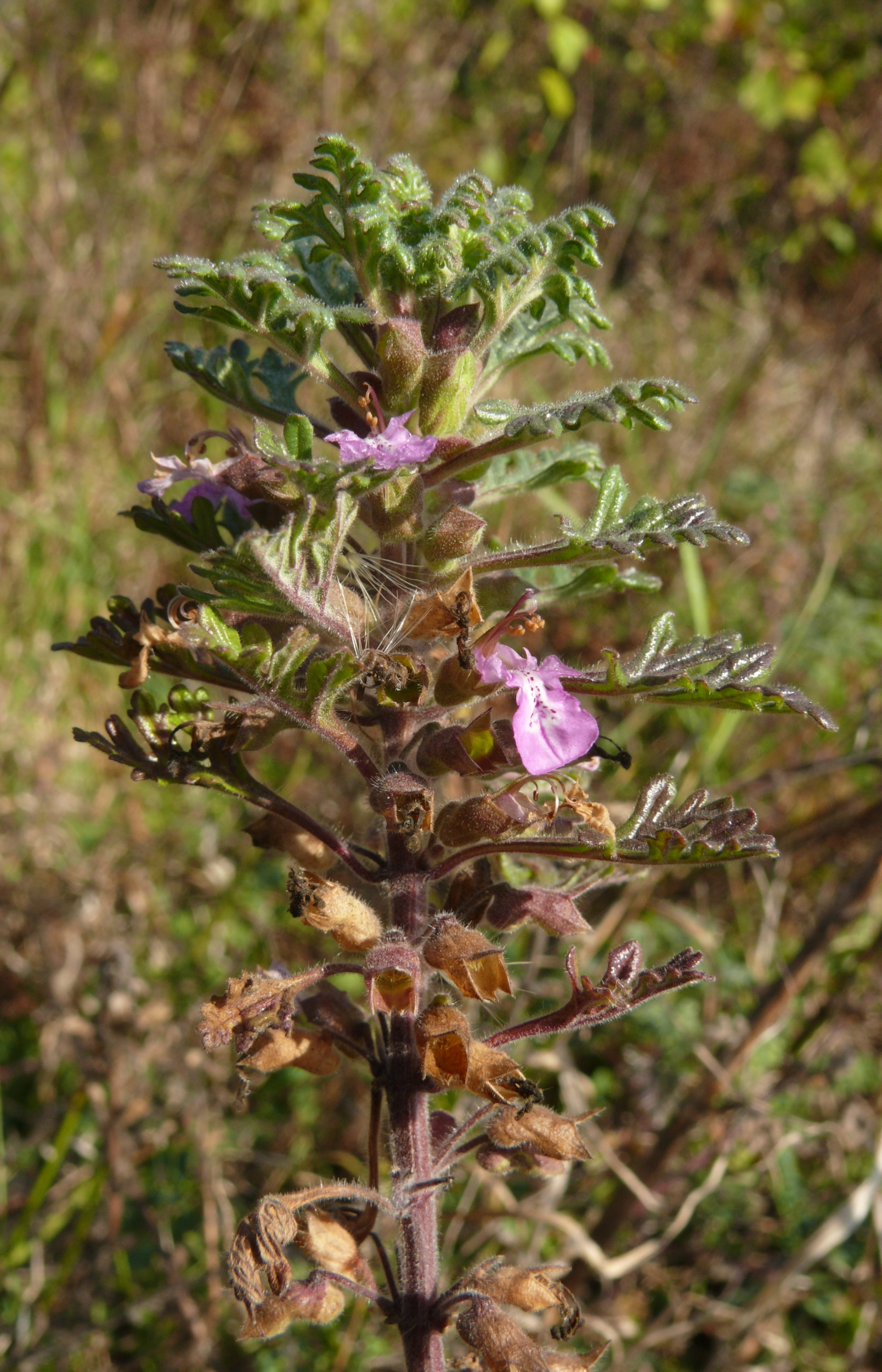
Aspecto general de la inflorescencia.

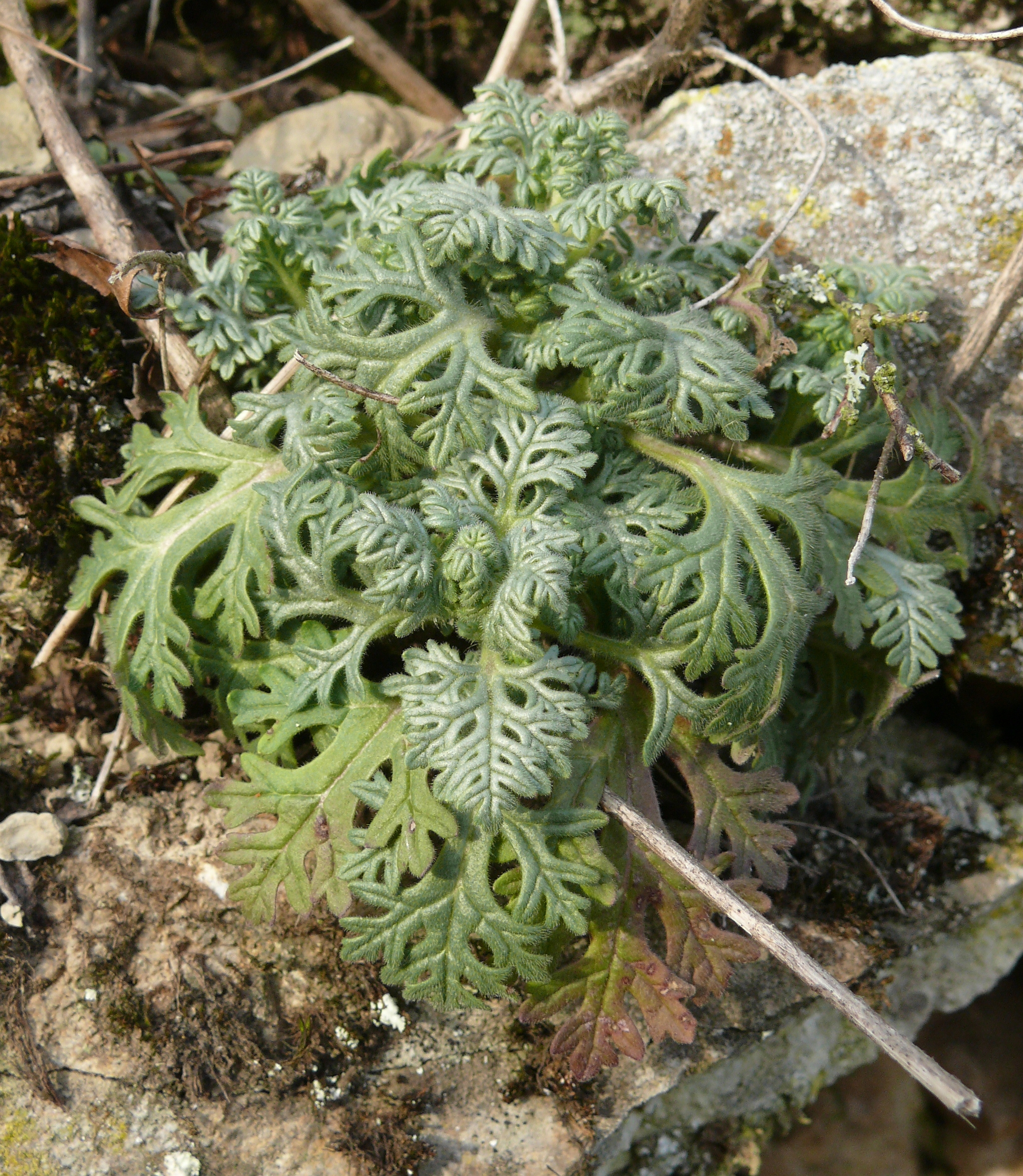
Hojas.

La germandrina o hierba tercianera (Teucrium botrys) es una planta herbácea de la familia Lamiaceae.

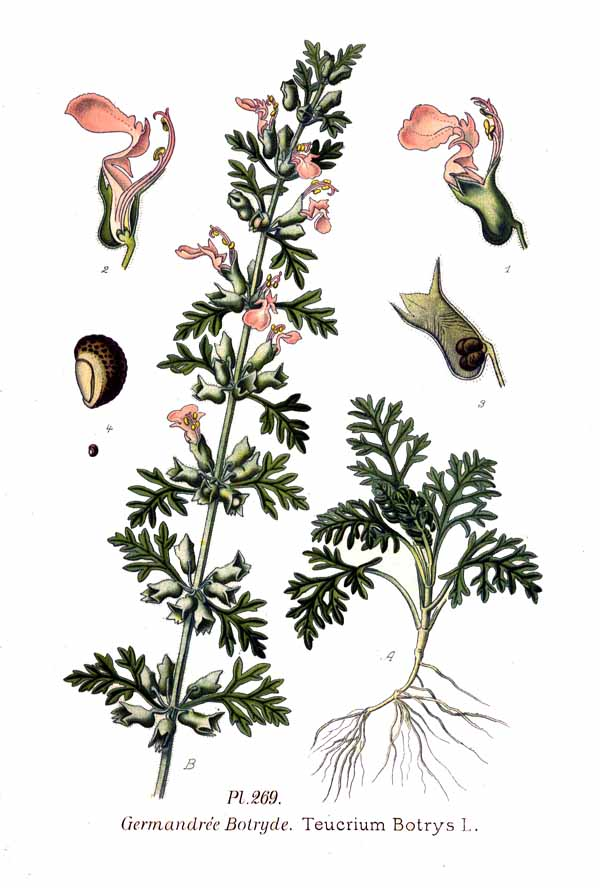
Ilustración

## Descripción
Son hierbas anuales con tallos cuadrangulares de hasta 30 cm de altura, erectos o ascendentes, simples o ramificados desde la base, densamente vilosos, con pelos glandulares y sin glándulas y glándulas sentadas más o menos abundantes. Las hojas son pecioladas, de 5-25 mm, con limbo ovado generalmente bipinnatífido o pinnatipartido, con divisiones oblongas y oblongo-obovadas, más o menos densamente pubescenteglandulosas y con glándulas sentadas abundantes por el envés. Inflorescencia generalmente simple. Verticilastros con 2-6 flores pediceladas. Pedicelos pubescente-glandulosos. Cáliz de 7-9 mm, pubescente, con glándulas sentadas más o menos abundantes, a menudo virando a púrpura con dientes de 2-3 mm, triangulares, mucronados, blanquecino-tomentosos en los márgenes. Corola de 8-12 mm, ligeramente pubescente blanca, a veces con tinte violáceos, tubo más corto que el cáliz. Estambres con filamentos glabros. Los frutos son núculas de 1,4-1,8 mm, piriformes, profundamente alveoladas y ligeramente granulosas, glabras. Número de cromosomas: 2n=32.
Observaciones: Esta especie tiene un ciclo de vida variable: desde plantas anuales, pequeñas, de 3-10 cm, escasamente ramificadas, hasta otras anuales o bienales voluminosas, de cerca de 45 cm de altura. Las hojas axilares de las flores son normalmente más largas que éstas, pero en lugares áridos y secos, como en la Provincia de Alicante, son más cortas. El color de la corola varía desde color crema blanquecino o verdoso (T. botrys f. albiflorum Socorro & Aroza in Stud. Bot. Univ. Salamanca 6: 127, 1987) , a color crema con máculas color púrpura en el lóbulo central. Es la única especie del género en la península ibérica que tiene las ramas estigmáticas desiguales.

## Hábitat y distribución
Lugares sin cultivar, campos abandonados, pendientes pedregosas, roquedos, claros de bosque, pinares, ramblas y bordes de camino, en substrato calizo o silíceo; desde 10 hasta 1800 m. de altitud. Florece de abril a agosto.
Se extiende por prácticamente toda Europa (desde Inglaterra hasta Ucrania) y Norte de África. Norte, Este y Sur de España. Introducida en otras partes, por ejemplo en noreste Norteamérica (Ontario, New York y otros estados colindantes).

## Propiedades
"La germandrina botris, teucrium botrys, se ha prescrito algunas veces como tónica y febrífuga, aunque en pocos casos haya merecido este doble título."

## Taxonomía
Teucrium botrys, fue descrita por Carlos Linneo y publicado en Species Plantarum 2: 562. 1753.
Etimología
Teucrium: nombre genérico que deriva del Griego τεύχριον, y luego el Latín teucri, -ae y teucrion, -ii, usado por Plinio el Viejo en Historia naturalis, 26, 35 y  24, 130, para designar el género Teucrium, pero también el Asplenium ceterach, que es un helecho (25, 45). Hay otras interpretaciones que derivan el nombre de Teucri, -ia, -ium, de los troyanos, pues Teucro era hijo del río Escamandro y la ninfa Idaia, y fue el antepasado legendario de los troyanos, por lo que estos últimos a menudo son llamados teucrios. Pero también Teucrium podría referirse a Teûkros, en latín Teucri, o sea Teucro, hijo de Telamón y Hesione y medio-hermano de Ajax, y que lucharon contra Troya durante la guerra del mismo nombre, durante la cual descubrió la planta en el mismo período en que Aquiles, según la leyenda, descubrió la Achillea.
botrys: epíteto que deriva del Griego βοτρυών, "racimo de uva" y luego el Latín bǒtryo, -ōnis con el mismo sentido, aludiendo probablemente a los numerosos verticilastros (12-18) de unas 6 flores y que dan a la inflorescencia de la planta una apariencia de racimo.
Sinonimia
- Botrys chamaedryoides Fourr., 1869
- Trixago botrys (L.) Raf., 1837
- Teucrium collinum Salisb., 1796 nom. illeg.
- Teucrium chamaedryoides Bubani, 1897
- Scorodonia botrys (L.) Ser., 1830
- Monochilon bipinnatifidus Dulac, 1867
- Chamaedrys laciniata Gray, 1821
- Chamaedrys botrys (L.) Moench, 1794
- Teucrium alpinum L., Syst. Nat. ed. 10, 2: 1094, 1759
- Teucrium botrys f. albiflora Socorro & Aroza, 1987
- Teucrium botrydium St.-Lag., Ann. Soc. Bot. Lyon 7: 136, 1880.[11]

## Nombres comunes
- Castellano: biengranada, germandrina, hierba tercianera, pinillo hembra.[12]